# Heike Langhans
Heike Langhans, née en 1988 au Cap, est une auteure-compositrice-interprète chanteuse  et graphiste surtout connue pour sa partitcipation au sein des scènes gothiques (Dark wave, électronique, rock gothique) et metal. 
Elle fut à partir de 2012 la chanteuse du groupe de doom metal Draconian mais quitta le groupe en bons termes après un dernier concert au Hellfest en juin 2022, laissant de nouveau la place à Lisa Johansson, chanteuse précédente du groupe.

## Biographie
Heike est née au Cap, en Afrique du Sud, dans une famille d'origine allemande. Lors de son adolescence, elle commence à être attirée par la musique gothique mélancolique et se lance dans la composition, l'écriture et le chant. Avant de commencer à pratiquer la musique professionnellement, Heike reçoit un diplôme de graphiste, métier qu'elle exerce encore aujourd'hui. 
Heike a commencé sa carrière comme chanteuse au sein du groupe de metal symphonique Inferium d'Afrique du Sud en 2005, sous le nom d'Heike Van Dominic,. Elle quitte le groupe en  2010. En 2006, elle crée son projet solo nommé « LOR3L3I », un groupe de dark wave électronique gothique. En 2020 elle sort un album numérique appelé TH3 D3MO COLL3CTION. En 2012, elle rejoint le groupe de doom metal gothique suédois Draconian, à la suite du départ de la chanteuse Lisa Johansson en 2011 après avoir pris contact avec le guitariste Daniel Arvidsson, puis avec Anders Jacobsson pour tenter sa chance et passer les auditions en Suède. Au début, elle a eu du mal à obtenir un visa de travail en Suède, ce qui a nui à la capacité du groupe à enregistrer un album. Jusqu'à l'obtention du visa, elle a fait quelques chansons en tant que chanteuse, avec son copain de l'époque, dans le groupe de rock gothique The Great Sleep en Afrique du Sud. À la fin de 2013, elle reçoit son visa de travail et a pu émigrer en Suède . C'est alors qu'elle commence à travailler avec Draconian mais a également en tant fonde le groupe suédois de shoegaze ISON avec son nouvel copain Daniel Änghede (Crippled Black Phoenix, Hearts of Black Science) ; leur deuxième album Inner-Space aura comme invité Neige du groupe de metal français Alcest. En 2015 sort Sovran, son premier album avec Draconian. Dès lors s'ensuivent plusieurs tournées ainsi que de nombreux concerts lors de festivals comme le 70000 Tons of Metal. Le 23 avril 2020, Draconian annonce son deuxième album avec Heike, Under a Godless Veil, prévu pour le 30 octobre. 
Parallèlement à son activité musicale bien remplie, elle réalise diverses œuvres toutes liées au graphisme (que ce soient des illustrations, dessins ou des pochettes d'albums).

## Discographie

### Draconian

#### Albums Studio
- Sovran (2015)
- Under a Godless Veil (2020)

### Lor3l3i

#### Albums studio
- TH3 D3MO COLL3CTION (2020)

#### Singles
- Fables (2020)
- Renn (2020)
- Jade Light (2020)

### ISON

#### Albums studio
- Inner-Space (2019)

#### EP
- Cosmic Drone  (2015)
- Andromeda Skyline (2018)

### Remina[7]

#### Albums studio
- Strata (2022)

#### Singles
- Dying Sun (2021)
- Obsidian (2021)
- Aeon Rains (2021)

### Light Field Reverie[8]

#### Album studio
- Another World (2020)

#### Singles
- The Oldest House (2020)
- Ultraviolet (2020)